# Rhynchobapta flaviceps
Rhynchobapta flaviceps är en fjärilsart som beskrevs av Butler 1881. Rhynchobapta flaviceps ingår i släktet Rhynchobapta och familjen mätare. Inga underarter finns listade.